# Bian Lan
Bian Lan (卞兰S, Biàn LánP; Yixing, 16 agosto 1986) è un'ex cestista cinese.

## Carriera
Con la Cina ha disputato due edizioni dei Giochi olimpici (2004, 2008) e i Campionati del mondo del 2006.